# 匯璽

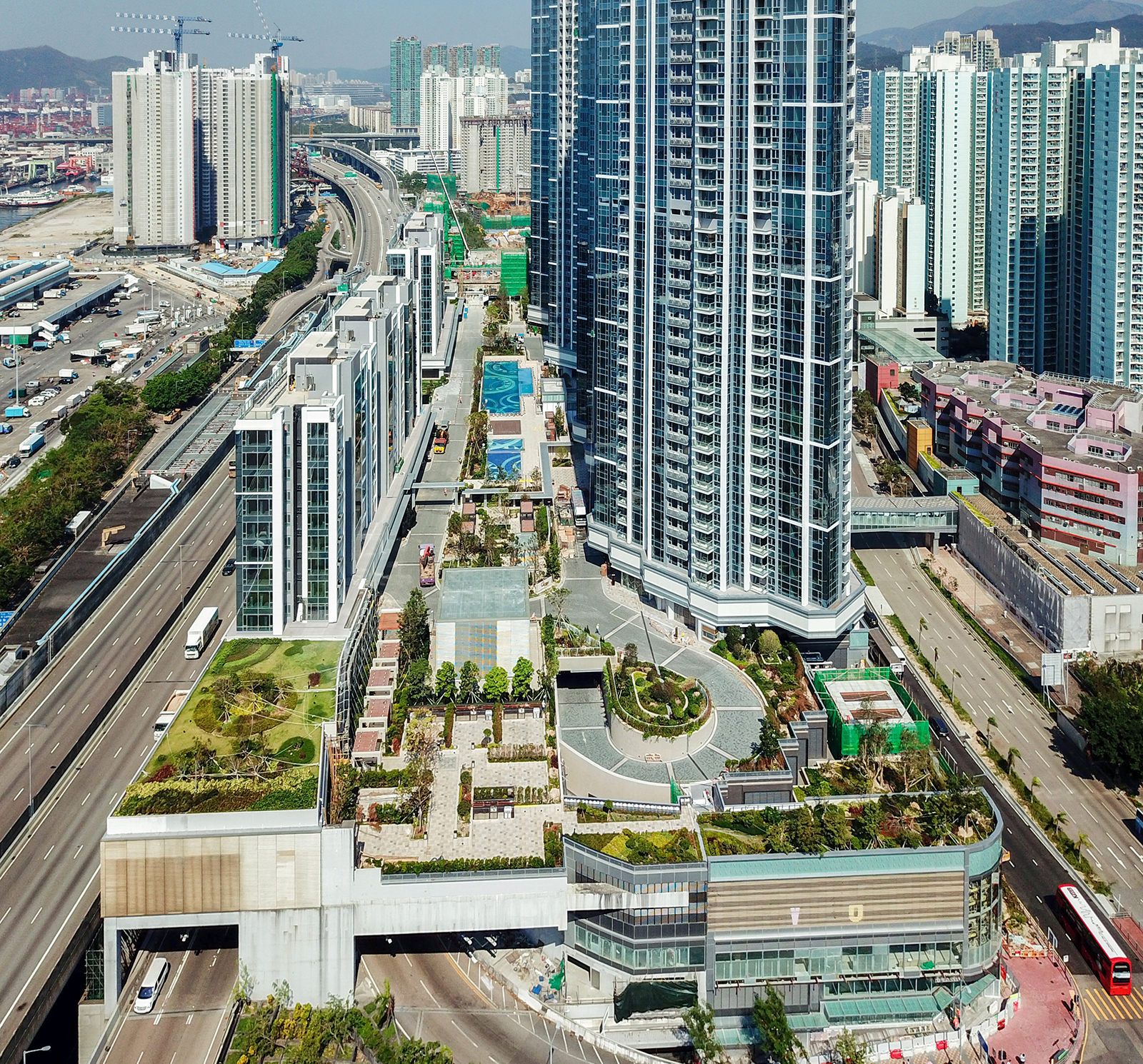
興建中的平台花園（2018年10月）

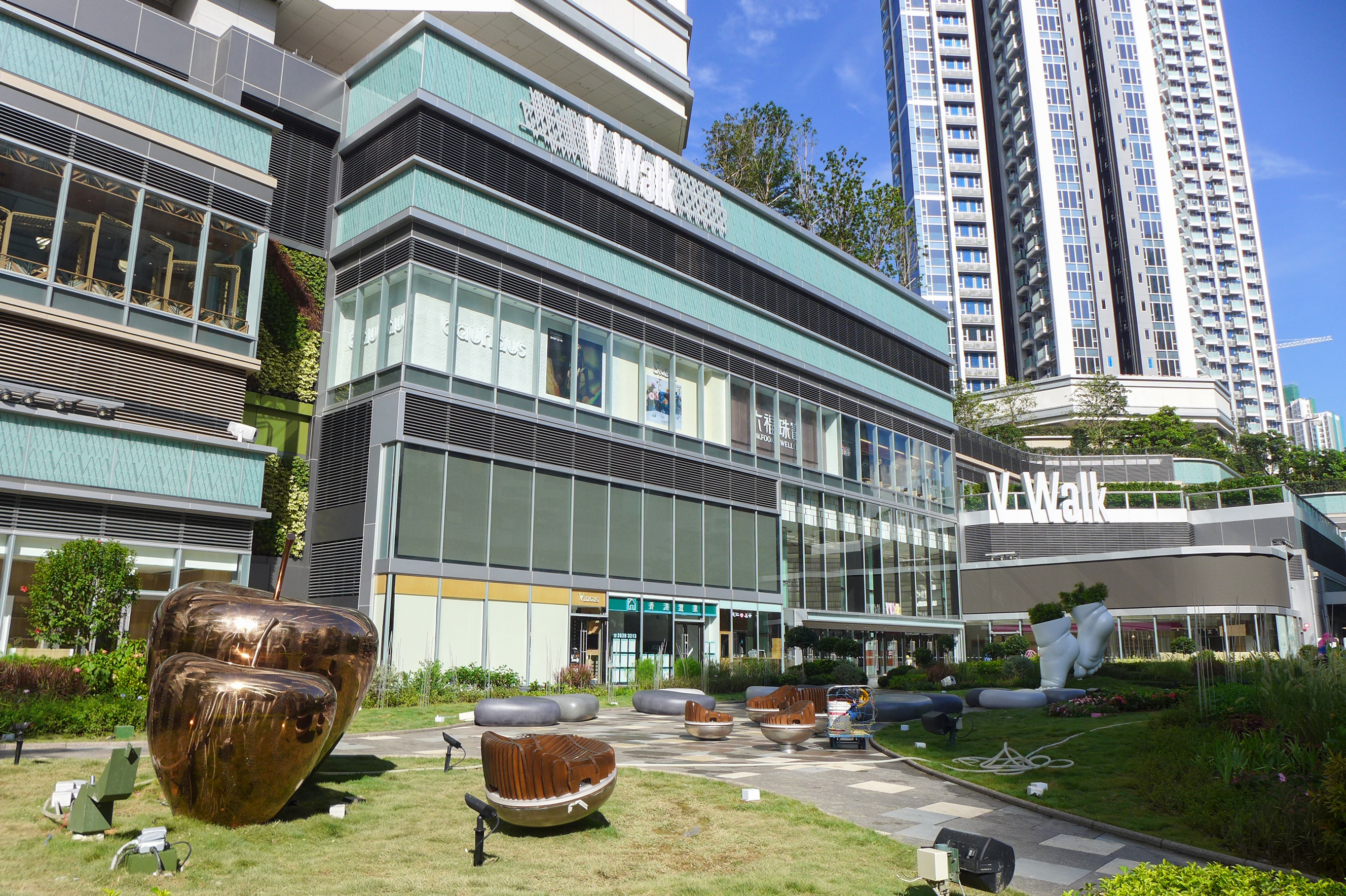
V Walk商場

匯璽（英語：Cullinan West）位於香港九龍深水埗區深水埗深旺道28號（新九龍內地段 6333號），為港鐵南昌站上蓋的一個私人住宅。按此項目已獲批的規劃，可建14幢樓高14至50層（高座及低座住宅各佔7座）住宅樓宇。此項目由新鴻基地產發展，建築師為巴馬丹拿建築及工程師有限公司。

## 招標及銷售
此項目本來可建19座住宅及1座商廈（連商場），是西鐵綫沿綫最大規模發展項目；在2010年首次招標時，有12個財團入標，惟最後流標。而在2011年9月，此項目在縮減發展規模後第二次招標，合共有4個財團入標；2011年10月19日新鴻基地產最終以118億港元樓面地價每呎4,523元，奪得此項目發展權。
項目住宅部分首期於2016年4月申請預售樓花同意書，到2017年3月開售，2017年12月完工，2018年11月入伙。而住宅二期亦已於2017年4月申售，同年11月初同步批售及開售，於2019年7月入伙；三期則於2019年8月開售，2020年7月完工，現正全部入伙。

## 簡介
此項目住宅部分分為三期發展（第2A期、第3期及第5期；至於第1期及第2B期，分別指南昌站車站範圍及商場），全部樓面面積合共263萬平方呎，合共3,414伙，其中實用面積不多於538平方呎的單位比例佔約八成。其中2,720伙為限呎單位。大廈外牆採用玻璃幕牆，而所有住宅單位景觀窗均採用雙層中空玻璃。

## 項目住宅期數

### 第2A期
匯璽（第2A期，2座高座及5座低座）1050伙主要為開放式、1、2及4房戶，面積由270至1977平方呎不等。其中，高座部分120伙為開放式、400伙為一房、240伙為2房（一半設套房），而4房佔200伙。
向西南，前臨西九龍公路的低座有5幢，單位總數90伙，以三房雙套房戶型及四房為主，部份單位睡房外牆特設隔聲環保設施，以減低噪音影響。
在2017年3月18日首期首次推售時，首批210伙折實呎價18,998元，低層270呎開放式單位491.7萬元，開售309伙全部售出。
2018年11月28日，第一期正式交樓入伙。
匯璽（第2A期）樓宇均採用日本東芝提供的升降機。

### 第3期
匯璽II（第3期，2座高座）1188伙包括開放式、1、2及4房戶，面積由265至1509平方呎不等。其中，132伙為開放式、616伙為一房、220伙為2房（40%設套房），而4房佔220伙。
此期數住宅已於2019年7月初交付。
匯璽II（第3期）樓宇均採用日本東芝提供的升降機。

### 第5期
匯璽III（第5期，3座高座及2座低座）共設1176伙，由3座高座及2座低座組成；當中，高座部分將首次提供3房戶。
匯璽III（第5期）樓宇均採用瑞士迅達提供的升降機。

## 設施
匯璽設有兩個住客會所，其中一個名為Club Brio，位於項目首期範圍內。會所連同花園等總面積超過18萬方呎。Club Brio設施包括兩個分別50米室外成人泳池及25米兒童專用泳池、健身室、拳擊擂台及瑜伽場地。「球匯競技場」可作羽毛球場及／或籃球場之用。同時設宴會廳、7個燒烤場、卡拉OK室及兒童遊樂場等可讓小朋友玩樂。至於另外一個豪華會所 Club Orlov，則有健身室，桌球室，宴會廚房，美容中心，鋼琴房，VR遊戲室和小型咖啡店可供住客使用，還可在落地玻璃旁欣賞到維港海景。

## 商場

### 第2B期（VWalk）
項目基座附設近30萬呎商場（連幼稚園）（項目第2B期），命名為VWalk，已於2019年7月26日開業。商場原由港鐵發展，其後新地以32.4億元購入港鐵持有的商場業權。商場由日本著名室內設計公司Wonderwall設計，面積約30萬平方呎，分設6大專區，潮流服裝、美容及化妝品、鐘錶珠寶、電子影音、特色餐飲、大型超市Fusion，提供150間商戶，商店面積約700至1,500平方呎，預期呎租介乎100元至200元。其他主要租戶包括嘉禾戲院和朗思國際幼稚園／幼兒園。

## 事件
此項目地盤意外頻生，在2017年6月23日曾邀請宗教團體「禧福協會」舉行「地盤潔淨祝福禮」，以「基督教拜神儀式」祈福。有關短片在facebook廣泛流傳後，「禧福協會」便刪除原帖。有網民批評指做法有違基督教敬拜神的教義，亦有網民指出安全措施不足才引致意外頻生，拜神是「迷信」行為。
- 2021年5月，屋苑5A座有一名印傭確診covid-19，她在4月25日抵港，張竹君指患者離開檢疫酒店僅數天，故於社區感染的機會較細，相信是輸入個案的機會較大，但保險些，暫時列作本地 個案處理，屋苑5A及5B座需強制檢測。
- 2023年5月1日早上9時55分，屋苑7座一名女子懷疑與一名男童由高處墮下，倒臥屋苑平台花槽位置。救援人員接報到場後證實兩人當場不治。[9]

## 建築圖像

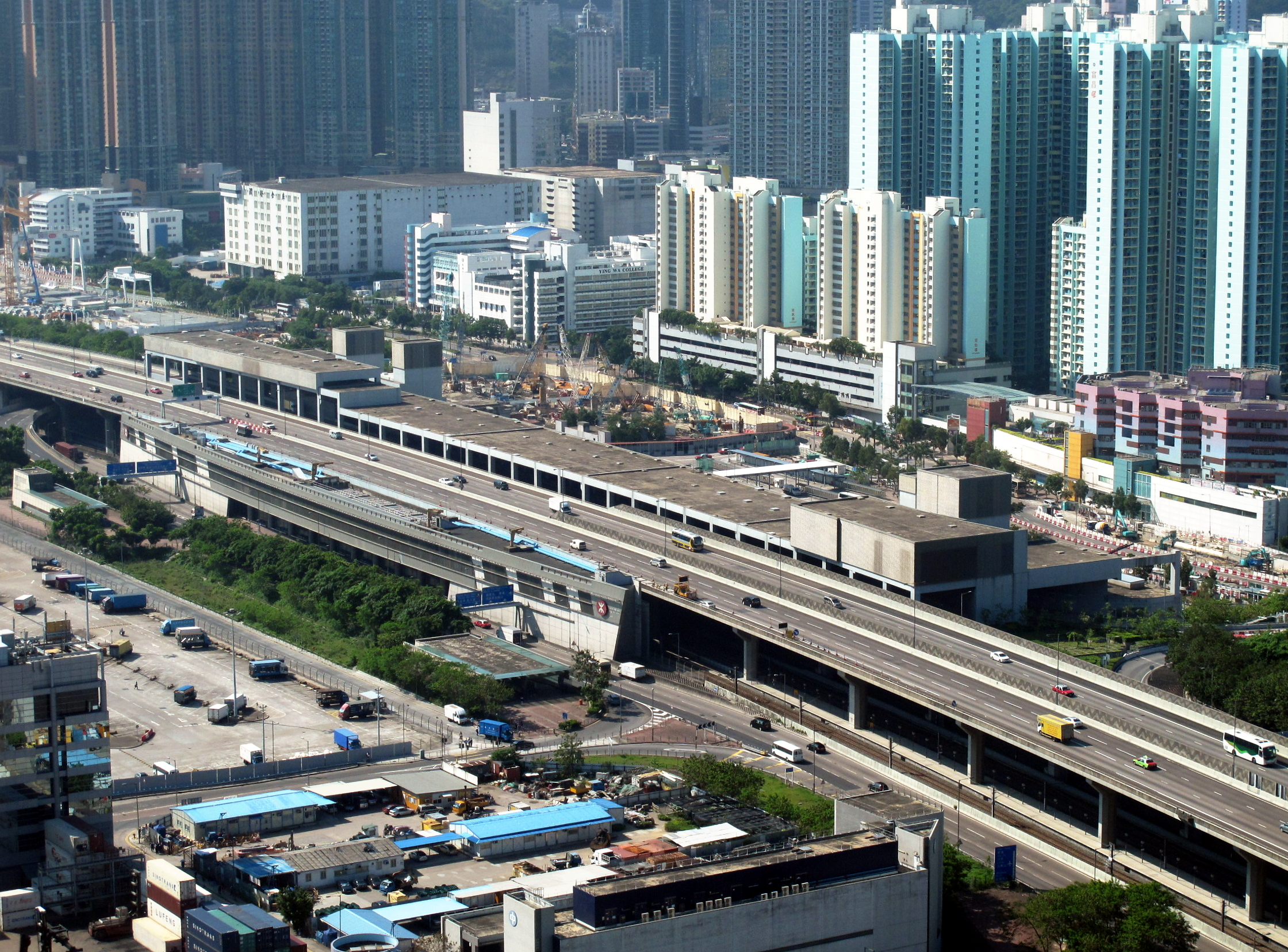
2012年5月
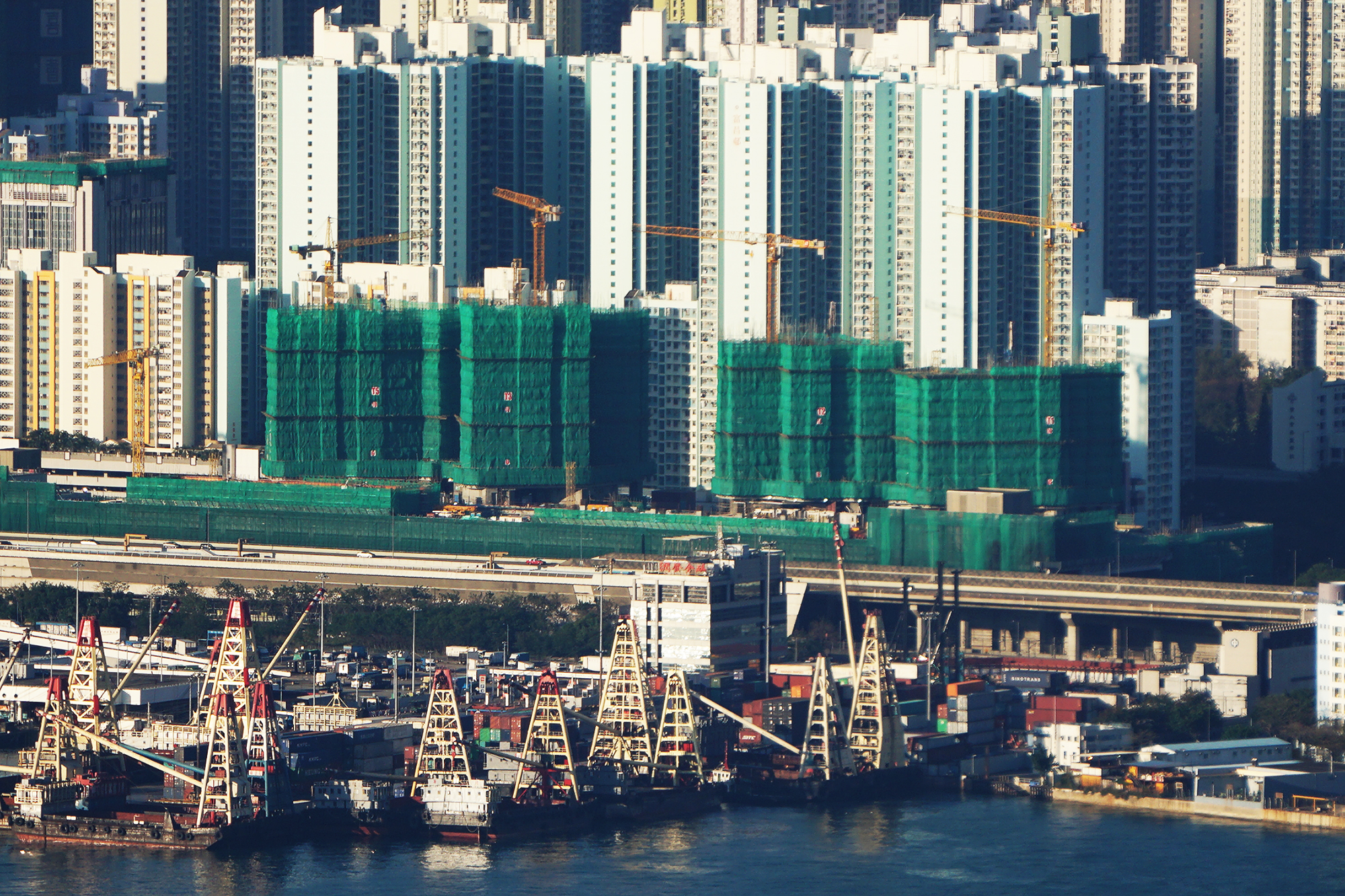
2016年2月
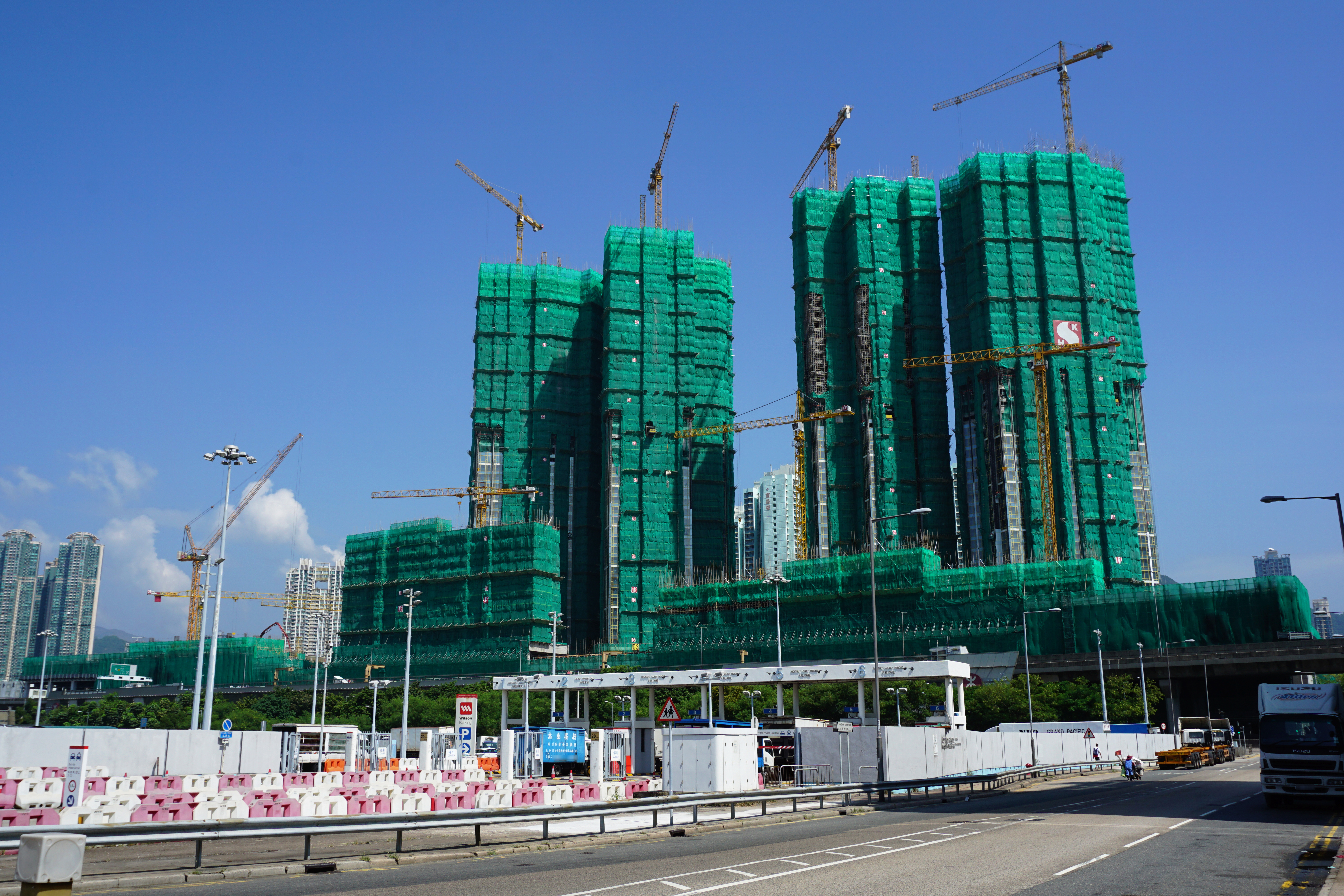
2016年10月
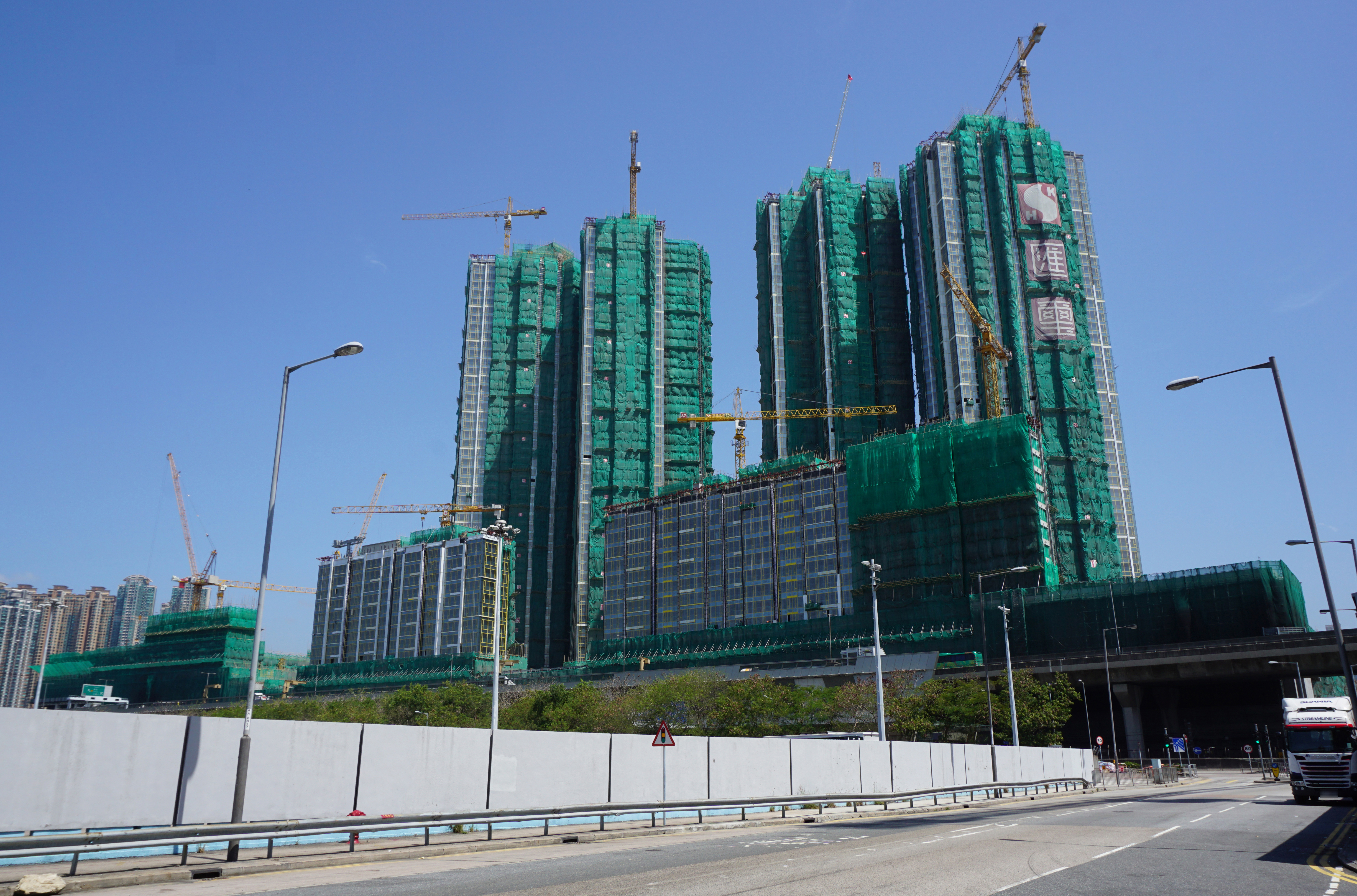
2017年4月
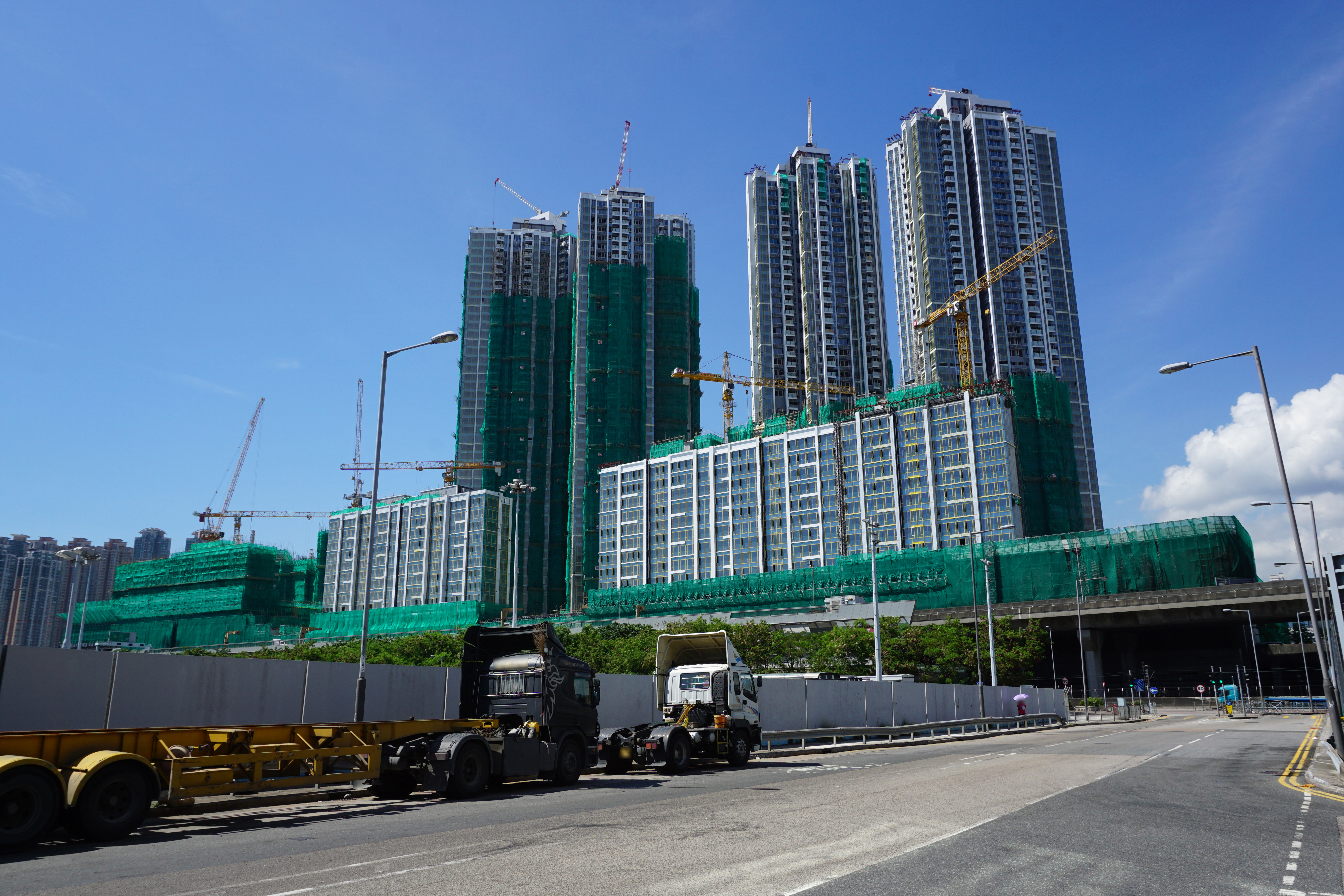
2017年6月
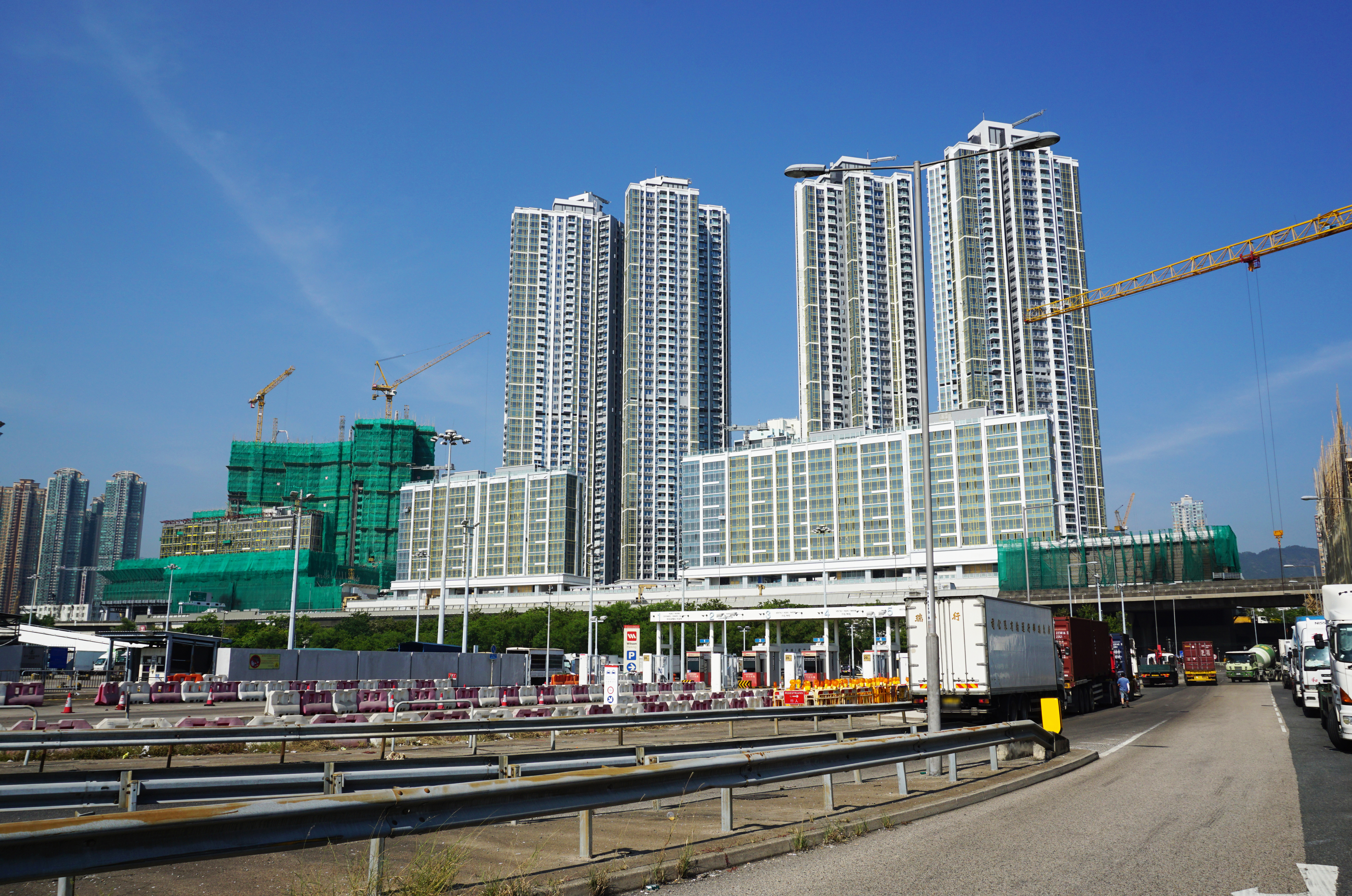
2017年10月
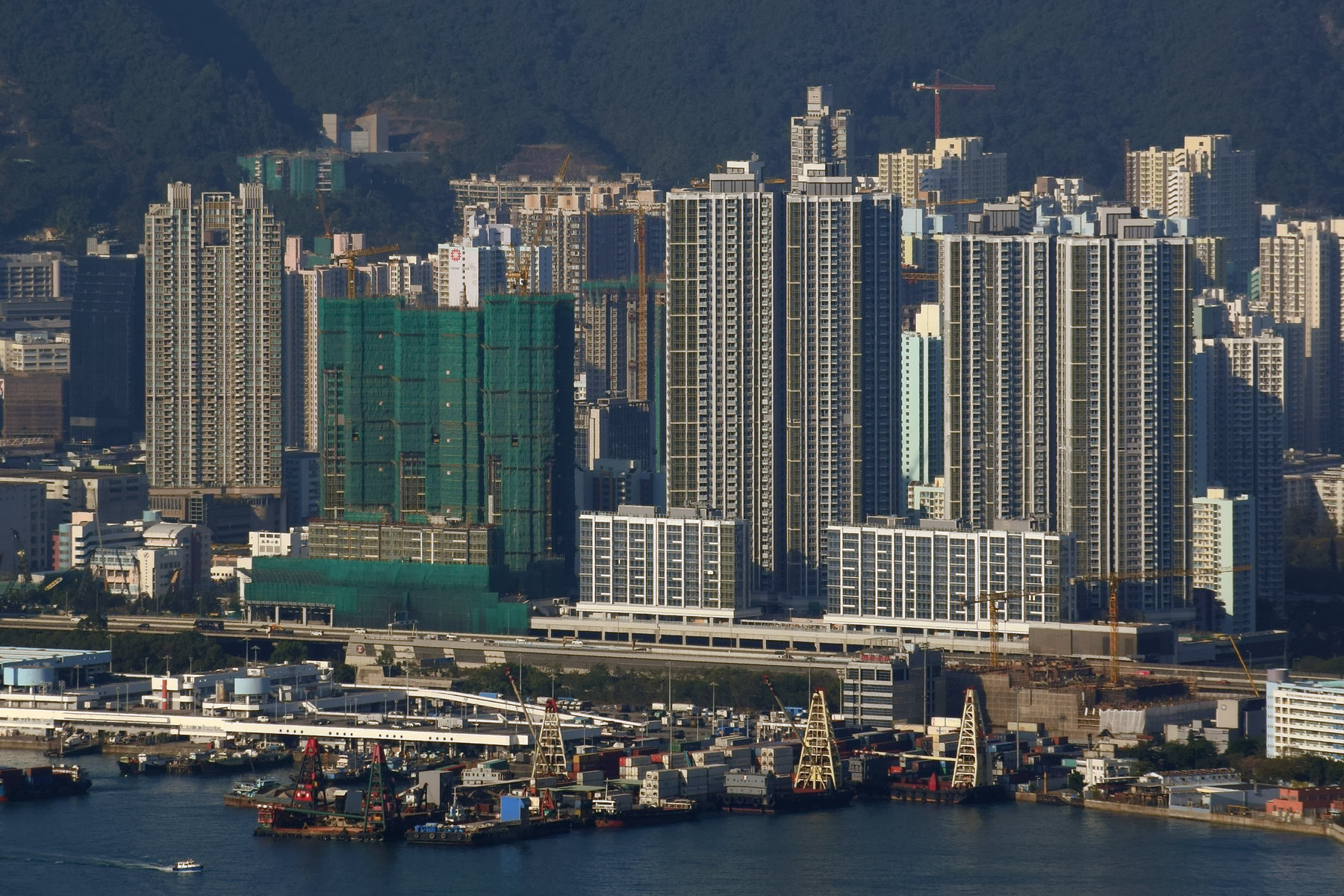
2018年1月
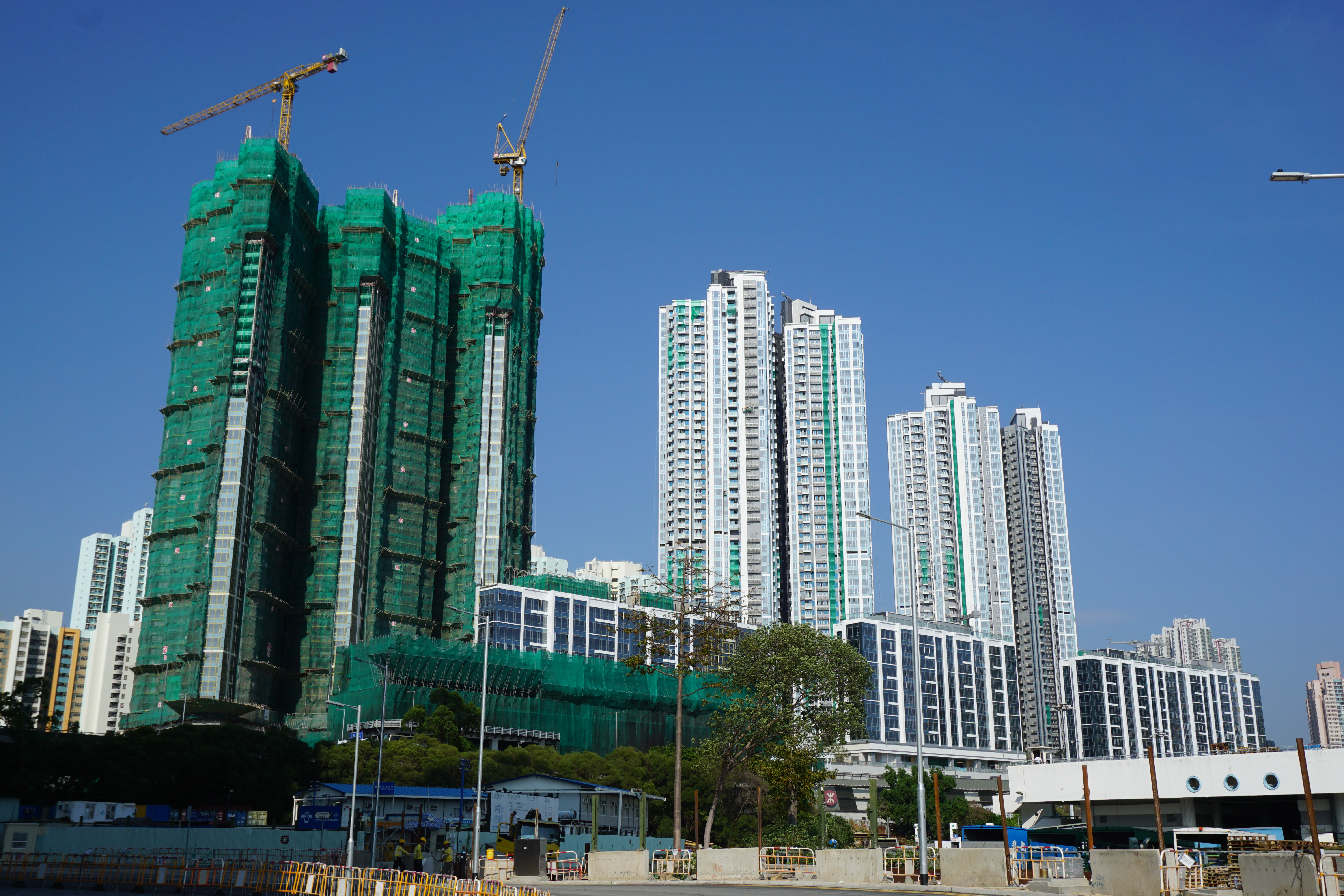
2018年5月
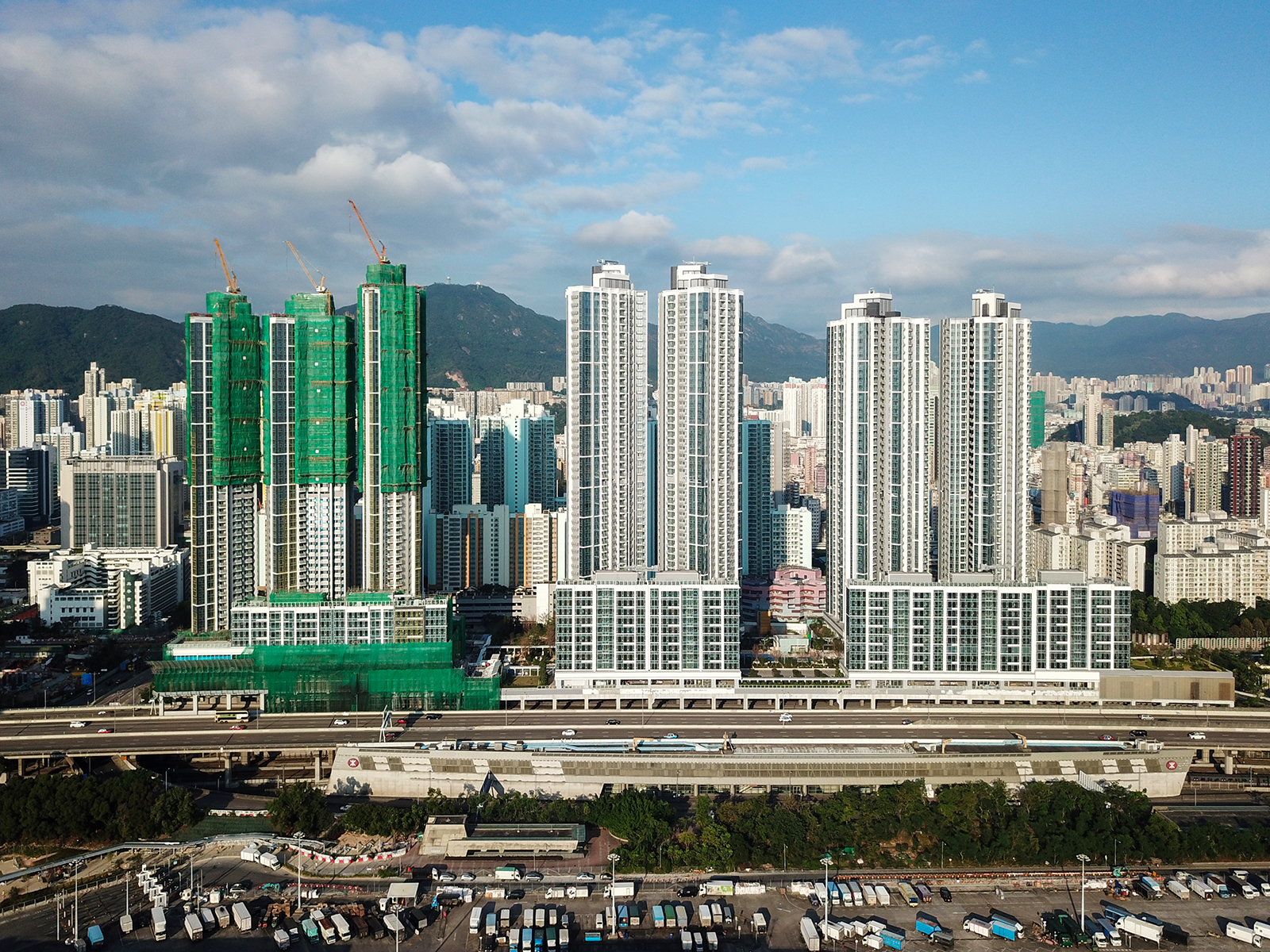
2018年11月

## 鄰近
匯璽所在的深水埗區及鄰近的油尖旺區區內娛樂場所眾多，流動人口聚集，加上種種的歷史因素，貧窮、治安和衛生情況惡劣，一直惹人詬病，匯璽附近區內存在不少社區問題有待解決。例如深水埗的欽州街公園及通州街公園一直為吸毒熱點。
- V Walk
- 愛海頌
- 丰滙
- 大同新邨
- 北河街市政大廈
- 宇晴軒
- 西九龍中心
- 西九龍法院大樓
- 西九龍紀律部隊宿舍
- 長沙灣副食品批發市場
- 南昌公園
- 南昌邨
- 南昌薈
- 英華書院
- 欽州街公園
- 通州街公園
- 海盈邨
- 海達邨
- 凱德苑
- 凱樂苑
- 富昌邨
- 港灣豪庭
- 碧海藍天
- 君滙港
- 昇悅居
- 泓景臺

## 交通
地面設置過境巴士站，每日會安排穿梭巴士往返深圳灣口岸、深圳寶安機場及廣東省各城市，方便內地旅客到來。
此外，商場一樓連接深水埗行人天橋系統。

## 著名住客
- 林穎彤：香港女藝人
- 吳沚默：香港女藝人
- 傅穎：香港著名女歌手，女子組合Cookies成員之一

## 註腳
1. ↑  為政府及九鐵公司之代理人。
2. ↑  UNIQLO
3. ↑  Skii Guerlain
4. ↑  六福珠寶、周大福珠寶、周生生、TSL謝瑞麟、英皇鐘錶珠寶
5. ↑  茶木、牛角燒肉專門店、原味家作、峰壽司、豚王、文華冰廳、漁釧、What the Pho、美樂士多、星巴克、天仁茗茶、美心西餅、A-1 Bakery & Châteraisé、奇華餅家
6. ↑  Fusion by PARKnSHOP

## 外部連結
- 匯璽（页面存档备份，存于）
- 匯璽地產（页面存档备份，存于）
- 匯璽業主討論區（页面存档备份，存于）
- 港鐵-南昌站上蓋項目（页面存档备份，存于）